# Amicinemici - Le avventure di Gav e Mei
Arashi no yoru ni (あらしのよるに? lett. "In una notte tempestosa") è il primo di una serie di light novel per ragazzi scritti da Yūichi Kimura ed illustrati da Hiroshi Abe. Nel 1995, il romanzo ha vinto il quarantaduesimo Sankei Children's Literature Culture Award ed il ventiseiesimo Kōdansha Literature Culture Award.
Quando Arashi no yoru ni è stato pubblicato nel 1994, Kimura non aveva alcun'intenzione di far diventare il libro una serie, ma per via dei riscontri ottenuti e dell'incoraggiamento ricevuto, l'autore continuò la storia in altri cinque libri, concludendo con Fubuki no ashita. Quando la serie divenne più popolare, è stata pubblicata una raccolta intitolata Shiroiyami no hatede e nel 2005 è stato prodotto un adattamento cinematografico diretto da Gisaburō Sugii. Poco tempo dopo, Kimura ha scritto un settimo volume della serie, intitolato Mangetsu no yoru ni, mettendo definitivamente la parola "fine" alla serie.
Una serie televisiva anime in computer grafica intitolata Arashi no yoru ni: Himitsu no tomodachi (あらしのよるに ひみつのともだち?) è stata prodotta dallo studio di animazione Sparky Animation, ed è iniziata in Giappone il 4 aprile 2012.
Il film Arashi no yoru ni venne proiettato in Giappone il 10 dicembre 2005. Il film rimase nella top 10 del box office giapponese per oltre un mese, con oltre un milione di spettatori solamente il primo mese. Il 20 gennaio 2006 il film venne proiettato anche in Taiwan, mentre una proiezione internazionale in altri ventisei paesi, inclusa Inghilterra e Korea, è pianificata per il futuro. Il film è stato tradotto in italiano con il titolo Amicinemici - Le avventure di Gav e Mei, ed è stato proiettato per la prima volta in alcune sale cinematografiche italiane il 10 agosto 2007. Il DVD giapponese è stato pubblicato il 23 giugno 2006 in due versioni, una speciale e una standard. In Italia, il DVD è stato pubblicato il 4 dicembre 2007.

## Trama
Un capretto di nome Mei si rifugia dentro una stalla durante una notte di temporale per stare al sicuro. Dentro il rifugio, la capra trova un altro animale rifugiato. I due non possono né vedersi (a causa del buio) né sentire i rispettivi odori a causa di un raffreddore. In ogni caso, i due cominciano a parlare e a sviluppare una buona amicizia. Decidono così di incontrarsi nuovamente il giorno dopo usando la parola segreta "notte di tempesta" per riconoscersi. Il giorno dopo, quando i due amici si incontrano, Mei scopre che il suo amico della notte prima era un lupo di nome Gav. Contrariamente al fatto che i due sono preda e predatore, iniziano a frequentarsi regolarmente. Dopo poco però, il gregge di Mei e il branco di Gav vengono a sapere della loro amicizia e i due decidono di dimenticare questo rapporto. Spinti però dalla loro voglia di stare insieme, Mei e Gav decidono di fuggire dalle loro famiglie attraversando un fiume, nella speranza di trovare una foresta smeralda in cui vivere insieme senza persecuzioni.
Però Giro, il capobranco di Gav, decide di dare la caccia a Gav che lo aveva in questo modo tradito. Giro e il suo branco di lupi iniziano a inseguire Gav e Mei. I due amici, esausti dopo aver scalato una montagna, si riposano in una grotta scavata dentro la neve. Gav lascia la grotta e cerca di contrastare il suo branco, in modo da salvare il piccolo amico. A fermare la battaglia è una valanga di neve, che seppellisce sia Gav che Giro e il branco. Il giorno dopo, Mei lascia la grotta e raggiunge la foresta smeralda in cui aveva deciso di vivere col suo amico Gav. Egli però non si è più fatto vedere, e Mei comincia a disperarsi. Un giorno, però, il lupo arriva nella foresta, ma a causa della valanga ha perso la memoria, e decide di divorare Mei durante la notte di luna piena. Mei piange e grazie alla parola segreta "notte di tempesta" riesce a far tornare la memoria a Gav. Quella notte, i due amici guardano la luna piena su una collina, felici di poter stare finalmente insieme.

## Personaggi
- Gav (ガブ?), un lupo della valle di Bakubaku.
- Mei (メイ?), una capra dalle montagne Sawasawa. Mentre il genere non viene menzionato nei libri originali, Mei è raffigurato come un caprone nel film e di una capra nella serie televisiva.
- Giro (ギロ?), il capo-branco dei lupi della valle Bakubaku ed amico di Gav.
- Barry (バリー?, Barī), un lupo dal pelo rosso, braccio destro di Giro.
- Beach (ビッチ?, Bicchi) e Zack (ザク?), una coppia di lupi gemelli.
- Tap (タプ?, Tapu), una capra sovrappeso che si comporta da fratello maggiore nei confronti di Mei.
- Mii (ミイ?), una capra di colore rosa, amica di Mei. Non compare nella serie di libri.
- Elder Goat (長老?, Chōro), il capo delle capre dalle montagne Sawasawa.
- Madre di Mei (メイの母?, Mei no haha), che tentando di salvare Mei da un gruppo di lupi quando era piccolo, riuscì a staccare un orecchio di Giro, prima di essere sbranata. Viene menzionata spesso, benché fisicamente non appaia mai.
- Nonna di Mei (メイの祖母?, Mei no soba), che ha cresciuto Mei dopo che la madre fu uccisa, e rimane scioccata quando Mei diventa amico di Gav. Non compare affatto nella serie di libri.

## Media

### Light novel
La serie di libri illustrati, pubblicata dalla Kodansha, Ltd., è stata pubblicata in Giappone in sette volumi.
1. Arashi no yoru ni (1994) ISBN 4-06-252852-5
2. Aru hareta hi ni (1996) ISBN 4-06-252870-3
3. Kumo no kirema ni (1997) ISBN 4-06-252874-6
4. Kiri no naka de (1999) ISBN 4-06-252875-4
5. Doshaburi no hi ni (2000) ISBN 4-06-252876-2
6. Fubuki no ashita (2002) ISBN 4-06-252877-0
7. Mangetsu no yoru ni (2005) ISBN 4-06-252878-9

In Italia, il primo libro della serie è stato pubblicato col titolo In una notte di temporale dalla casa editrice Salani nel 1998.

### Teatro
Dal 1997, Engekishūdan En ha annualmente portato in scena la storia sull'"En Kodomo Stage." Fra gli attori ad averla interpretata si possono citare Yoshie Minami, Akio Kaneda, Rintarō Nishi e Rieko Takahashi fra gli altri.
Nel 2004, la Aoni Production ha sponsorizzato la rappresentazione di Arashi no yoru ni e Aru hareta hi ni, con protagonisti Katsue Miwa (Mei) e Minori Matsushima (Gabu).
Nel 2007, Yoshikazu Yokoyama ha diretto la versione musical prodotta dalla Engekishūdan Studio Life, nel quale Sayaka Yoshino interpreta Mei.

### Film d'animazione
Il film Arashi no yoru ni è stato distribuito in Giappone il 10 dicembre 2005. Il film è rimasto nella top ten dei film più visti al botteghino per oltre un mese, totalizzando oltre 1.200.000 spettatori soltanto nel primo mese. Il 20 gennaio 2006, Arashi no yoru ni è stato proiettato a Taiwan. Il DVD in lingua giapponese è stato pubblicato il 23 giugno 2006 in edizione regolare ed in edizione speciale. Nel 2007 il film è stato candidato per il Japan Academy Prize for Animation of the Year.

#### Staff
- Storia originale - Yūichi Kimura
- Regia - Gisaburō Sugii
- Supervisore dell'animazione - Tsuneo Maeda
- Character Design - Marisuke Eguchi
- Direttore artistico - Yukio Abe
- Musiche - Keisuke Shinohara
- Tema musicale: Star di Aiko

#### Cast
- Gav: Shidō Nakamura II
- Mei: Hiroki Narimiya
- Giro: Riki Takeuchi
- Barry: Kōichi Yamadera
- Beach: Tetsuya Yanagihara
- Zack: Yoshiyuki Hirai
- Kama: Mitsuaki Hoshino
- Toro: Akimitsu Takase
- Gari: Yasuyuki Kase
- Gori: Takahiro Yoshino
- Tap: Shōzō Hayashiya IX
- Mii: Maya Kobayashi
- Moro: Masamitsu Morita
- Nonna capra: Kabachan
- Capra anziana: Eiji Bandō
- Madre di Gabu: Yū Hayami
- Nonna di Mei: Etsuko Ichihara

### CD Drama
Il CD drama Sound Theater: Arashi no yoru ni è stato pubblicato il 22 dicembre 2006.

#### Cast
- Mei: Akira Ishida
- Gabu: Hiroaki Hirata
- Tap: Kappei Yamaguchi
- Giro: Jūrōta Kosugi
- Barry: Kazuya Nakai
- Narration: Shigenori Sōya
- Misses Goat: Noriko Suzuki
- Elder Goat: Hiroshi Shirokuma
- Goat A: Ai Emi
- Goat B: Takayuki Nezu
- Wolf A: Jun Nakata
- Wolf B: Keiichi Takahashi

### Videogioco
Un videogioco ispirato a Arashi no Yoruni è stato pubblicato il 22 dicembre 2005 dalla TDK Core, esclusivamente per Nintendo DS.

### Serie televisiva
Una serie televisiva anime in computer grafica, Arashi no yoru ni: Himitsu no tomodachi (あらしのよるに ひみつのともだち?), è stata prodotta dalla Sparky Animation è iniziata in Giappone il 4 aprile 2012.

#### Cast
- Mei: Rie Kugimiya
- Gabu: Hiroyuki Yoshino
- Giro: Kouichi Yamadera
- Mii: Yui Horie

#### Episodi
| Nº | Giapponese 「Kanji」 - Rōmaji                  | In onda        | In onda |
| Nº | Giapponese 「Kanji」 - Rōmaji                  | Giapponese     |         |
| 1  | 「あらしのよるに」 - Arashi no yoru ni         | 4 aprile 2012  |         |
| 2  | 「うそつきガブ」 - Uso-tsuki Gabu              | 11 aprile 2012 |         |
| 3  | 「オオカミのボス」 - Ōkami no bosu             | 18 aprile 2012 |         |
| 4  | 「オオカミとヤギごっこ」 - Ōkami to yagi gokko | 25 aprile 2012 |         |
| 5  | 「ともだちのうた」 - Tomodachi no uta          | 2 maggio 2012  |         |
| 6  | 「ひみつのかくれ家」 - Himitsu no kakurega     | 9 maggio 2012  |         |
| 7  | 「メイのしあわせ」 - Mei no shiawase           | 16 maggio 2012 |         |
| 8  | 「かこまれたガブ」 - Kakomareta gabu           | 23 maggio 2012 |         |
| 9  | 「はしれ、ガブ」 - Hashire, gabu               | 30 maggio 2012 |         |
| 10 | 「ガブもつらいよ」 - Gabu motsuraiyo           | 6 giugno 2012  |         |
| 11 | 「ほんとうのこと」 - Hontōnokoto               | 13 giugno 2012 |         |
| 12 | 「はじめてのおでかけ」 - Hajimetenoodekake     | 20 giugno 2012 |         |

#### Colonna sonora
Sigla di apertura
- Friendship Birthday cantata da Sea☆A

Sigla di chiusura
- Dear My Friend cantata da U-KISS